# Liste der Naturdenkmäler in Solingen-Gräfrath
Die Liste der Naturdenkmäler in Solingen-Gräfrath enthält die Naturdenkmäler des Ortsteiles. Naturdenkmäler sind durch die Ordnungsbehördliche Verordnung zum Schutz von Naturdenkmälern für das Gebiet der Stadt Solingen vom 21.09.2007 geschützt.
Diese Liste ist Teil der Liste der Naturdenkmäler in Solingen.

## Liste der Naturdenkmäler
| Nr. | Baumart      | Adresse                   | Flur | Flurstück | Umfang in 1 m Bodenhöhe | Bild | weitere Informationen |
| --- | ------------ | ------------------------- | ---- | --------- | ----------------------- | ---- | --------------------- |
| 1   | Blutbuche    | Schlagbaumer Straße 24 ⊙  | 49   | 325       | 4,15                    |      |                       |
| 4   | Esskastanie  | Oberhaaner Straße 2, 4 ⊙  | 10   | 135       | 4,70                    |      |                       |
| 5   | Rosskastanie | In der Freiheit 25 ⊙      | 15   | 104       | 2,55                    |      |                       |
| 5   | Esskastanie  | In der Freiheit 25 ⊙      | 15   | 104       | 3,80                    |      |                       |
| 6   | Blutbuche    | Klosterhof 4 ⊙            | 9    | 18        | 3,80                    |      |                       |
| 6   | Blutbuche    | Klosterhof 4 ⊙            | 9    | 18        | 4,50                    |      |                       |
| 8   | Bergahorn    | Gerberstraße 5 ⊙          | 9    | 64        | 2,90                    |      |                       |
| 9   | Rosskastanie | In der Freiheit 10, 10a ⊙ | 15   | 96        | 3,30                    |      |                       |
| 9   | Rosskastanie | In der Freiheit 10, 10a ⊙ | 15   | 96        | 3,45                    |      |                       |
| 10  | Eiche        | Lützowstraße 156 ⊙        | 25   | 522       | 3,10                    |      |                       |
| 11  | Eiche        | Wuppertaler Straße 160 ⊙  | 19   | 55        | 3,75                    |      |                       |
| 12  | Blutbuche    | Focher Straße 20 ⊙        | 32   | 43        | 3,30                    |      |                       |
| 12  | Blutbuche    | Focher Straße 20 ⊙        | 32   | 43        | 3,35                    |      |                       |
| 16  | Eiche        | Lützowstraße 146 ⊙        | 25   | 523       | 3,45                    |      |                       |
| 17  | Linde        | Ketzberberger Straße 73 ⊙ | 35   | 682       | 2,95                    |      |                       |
| 17  | Linde        | Ketzberberger Straße 73 ⊙ | 35   | 682       | 3,20                    |      |                       |
| 17  | Linde        | Ketzberberger Straße 73 ⊙ | 35   | 682       | 3,35                    |      |                       |
| 22  | Blutbuche    | Schlagbaumer Straße 20 ⊙  | 49   | 278/279   | 3,45                    |      |                       |
| 116 | Blutbuche    | Garnisonstraße 48 ⊙       | 3    | 622       | 3,50                    |      |                       |
| 116 | Blutbuche    | Garnisonstraße 48 ⊙       | 3    | 622       | 3,20                    |      |                       |